# 8763 Pugnax
A 8763 Pugnax (ideiglenes jelöléssel 3271 T-1) a Naprendszer kisbolygóövében található aszteroida. Cornelis Johannes van Houten, Ingrid van Houten-Groeneveld és Tom Gehrels fedezte fel 1971. március 26-án.